# 기업 목록
다음은 위키백과의 기업 관련 문서 색인이다.

## 산업별
- 컴퓨터 시스템 제조업체 목록
- 영화 제작사 목록
- 찻집 목록
- 이동 통신망 사업자 목록
- 단일 칩 시스템 공급사 목록
- 나라별 텔레비전 방송국 목록
- 자동차 제조 회사 목록

## 유형별

### 음식 및 음료
- 지역별 맥주 및 양조장 목록
  - 소규모 양조장 목록

### 정보기술
- 컴퓨터 시스템 제조업체 목록

### 로펌
- 세계의 로펌

### 잡지
- 잡지 목록

### 이동통신사
- 나라별 휴대 전화 제조사 목록
- 이동 통신망 사업자 목록

### 라디오 방송국
- 라디오 방송국 목록

## 나라별

### 대한민국
- 대한민국의 기업 목록
- 대한민국의 대기업

### 대만
- 대만의 기업 목록

## 없어진 기업 목록
- 미국의 없어진 항공사 목록

## 같이 보기
- 분류:코퍼레이션에 관한 목록
- 포춘 글로벌 500
- 포브스 글로벌 2000
- 목록의 목록
- 분류:나라별 기업 목록
- 분류:업종별 기업 목록
- 분류:기업 인수 합병 목록